# Trichocolletes micans
Trichocolletes micans  is een vliesvleugelig insect uit de familie Colletidae.
De bij wordt ongeveer 11 millimeter lang. De soort komt voor in het binnenland van New South Wales en Zuid-Australië.